# Rudolf Sabljak
Rudolf Sabljak (Zagreb, 16. veljače 1915. – Zagreb, 6. studenog 2000.), hrvatski športski dužnosnik i počasni rizničar Hrvatskog nogometnog saveza.

## Životopis
Djetinjstvo i ranu mladost proveo je u Varaždinu, gdje je pohađao osnovnu školu i gimnaziju, te se počeo aktivno baviti i športom; atletikom, gimnastikom i nogometom. Godine 1935. vraća se kao dvadesetogodišnjak u Zagreb na
studij. Tu odmah pristupa Uskoku. Međutim, njegova športsko-nogometna djelatnost nije se ispoljavala samo u igranju nogometa. Brzo se uključio u druge djelatnosti kluba, a ubrzo potom i u organe Zagrebačkog nogometnog saveza. Njegova nadarenost i ljubav prema športu bili su ubrzo zapaženi, tako da je već 1943. godine, kao 28-godišnjak, izabran za drugog tajnika u Hrvatskom nogometnom savezu. Jedan je od suutemeljitelja zagrebačkog NK Dinama 1945. godine, gdje je obnašao gotovo sve najvažnije djelatnosti u klubu. Bio je tajnik, predsjednik, tehnički referent u klubu, član Upravnog odbora (od 1945. do 1970.). Bio je član vodstva Fiskulturnog odbora Zagreba i Hrvatske (FISAH). Kao zastupnik HNS-a bio je djelatnik u Jugoslavenskom nogometnom savezu, gdje je imenovan predstavnikom JNS–a u Uefu. Suutemeljitelj je natjecanja za Kup velesajamskih gradova Europe (kasnije nazvan Kup UEFA, pa UEFA Kup Europa, pa danas UEFA Europska liga). Bio je i član vodstva Balkanskog nogometnog kupa, kao i Srednjoeuropskog ili Mitrop kupa.
Jedan je od ključnih ljudi u osamostaljivanju HNS-a, te u organizaciji povijesne utakmice s reprezentacijom SAD-a u Zagrebu, 17. listopada 1990. Kao dopredsjednik HNS-a, uz predsjednika Mladena Vedriša i glavnog tajnika Duška Grabovca nazočio je Kongresu Fife u Ženevi, 3. srpnja 1992. kada je obnovljeno članstvo HNS–a u svjetskoj nogometnoj organizaciji.
Dobitnik je brojnih nagrada, među njima godine 1982. dobiva nagradu Trofej Saveza za fiskulturu Hrvatske, a 1997. Državnu nagradu za šport "Franjo Bučar". Imenovan je i počasnim rizničarom HNS-a.